# Sharon Jones
Pour les articles homonymes, voir Jones.
Sharon Jones, née le 4 mai 1956 à Augusta (Géorgie) et morte le 18 novembre 2016 à Cooperstown (État de New York), était une chanteuse américaine de soul.

## Biographie
Sharon Jones n'a commencé sa carrière professionnelle qu'en 1996, révélée à 45 ans, et n'a rencontré le succès qu'en 2002 après de nombreuses années de travail comme surveillante pénitentiaire et convoyeuse de fonds. 
La musique qu'elle élabore avec sa formation attitrée, The Dap-Kings, taillée pour la scène, reprend fidèlement les recettes de la soul et de la funk de la fin des années 1960 et du début des années 1970, sans synthétiseur ni échantillonnage. Elle est à l'origine du mouvement Retro-soul, qui fera des émules également au Royaume-Uni. Une démarche qui s'inscrit dans celle du label Daptone Records, cofondé par le bassiste du groupe Gabriel Roth (aka Bosco Mann) et par le guitariste du groupe Neil Sugerman, et qui publie les disques de la chanteuse.
Au début des années 2000, Sharon Jones a réalisé une grande partie des travaux d'électricité dans le studio « House of Soul » de Daptone.
En 2013, il lui est diagnostiqué un cancer du pancréas peu de temps après l'enregistrement de son album Give the People What They Want. Bien qu’affaiblie par la maladie, elle poursuit néanmoins ses concerts même si elle regrettait de perdre en énergie et en qualités scéniques. Une rechute début 2016 l'oblige à annuler sa tournée prévue pour l'été 2016. Elle décède des suites de sa maladie le 18 novembre 2016.

## Discographie

### Singles
| Année | Titre                                                                     | Référence        |
| ----- | ------------------------------------------------------------------------- | ---------------- |
| 2001  | Got a Thing on My Mind                                                    | Daptone DAP-1001 |
| 2001  | Make It Good / Casella Walk                                               | Daptone DAP-1004 |
| 2002  | Got to Be the Way It Is Pts 1 & 2                                         | Daptone DAP-1006 |
| 2002  | What Have You Done for Me Lately                                          | Daptone DAP-1009 |
| 2002  | Pick It Up, Lay It in the Cut / Hard Eight                                | Daptone DAP-1011 |
| 2002  | What If We All Stopped Paying Taxes / This Land Is Your Land              | Daptone DAP-1019 |
| 2004  | Genuine Pts 1 & 2                                                         | Daptone DAP-1016 |
| 2004  | How Long Do I Have to Wait for You                                        | Daptone DAP-1020 |
| 2005  | I Just Dropped in to See What Condition My Condition Is In (instrumental) | Daptone DAP-1022 |
| 2005  | How Do I Let a Good Man Down / My Man Is a Mean Man                       | Daptone DAP-1024 |
| 2007  | I'm Not Gonna Cry / Money Don't Make the Man                              | Daptone DAP-1031 |
| 2008  | 100 Days, 100 Nights / Settling In                                        | Daptone DAP-1037 |
| 2010  | Better Things / Window Shopping                                           | Daptone DAP-1053 |

### Collaborations
- Greyboy, Got to Be a Love, album Soul Mosaic, 2004.
- Michael Bublé, Baby (You've Got What It Takes), album Crazy Love, 2009.
- Sharon Jones et les Dap-Kings ont assuré la première partie des concerts de Prince du 18 janvier 2011 à New York[7] et du 30 juin 2011 à Saint-Denis au Stade de France[8].
- Les Dap-Kings apparaissent sur six titres de l'album Back to Black de la chanteuse Amy Winehouse.
- Wax Tailor, The Way We Lived, album Hope & Sorrow, 2007

## Cinéma
Sharon Jones et les Dap-Kings interprètent le titre This Land is Your Land qui accompagne le générique du film In the Air de Jason Reitman avec Vera Farmiga et George Clooney, sorti en 2009. Le groupe apparaît, par ailleurs, dans le film Le Loup de Wall Street, de Martin Scorsese, sorti en 2013. Il interprète le titre Goldfinger, présent sur l'album de la bande originale du film.
Sharon Jones fait une apparition dans la série Marvel Luke Cage durant l'épisode You Know My Steez (2016) pendant lequel elle mourait déjà d'un cancer du pancréas. 